# 시나이반도
시나이반도(영어: Sinai Peninsula)는 지중해와 홍해 사이에 있는 삼각형 모양의 반도이다. 서쪽은 수에즈 운하와 수에즈만, 동쪽은 이집트-이스라엘 국경과 아카바만이다. 이집트의 영토로, 지리적으로는 서아시아에 속한다. 면적은 60,000 km2로 대부분 사막이다.
시나이반도의 시나이산은 성경에서 모세가 십계명을 받은 곳으로 전해지고 있다. 최근 시나이반도는 무바라크가 물러난 이후, 이슬람 극단주의자들과 테러리스트에 의한 공격이 발생하고 있다.

## 역사
이 지역은 이집트의 반도이자 아시아에 위치한 유일한 부분이다. 북쪽으로는 지중해, 남쪽으로는 홍해 사이에 있으며, 아시아와 아프리카를 잇는 육교이다. 시아리반도의 면적은 약 60,000km2(23,000평방마일)(이집트 전체 면적의 6%)이고 인구는 약 60만 명이다. 행정적으로 시나이반도의 대부분은 두 개의 주, 즉 남부 시나이 주와 북부 시나이 주로 나뉜다. 다른 3개 주(州)는 수에즈 운하를 가로질러 아프리카 이집트로 건너간다. 수에즈 운하 남쪽 끝에 있는 수에즈 주, 중앙에 있는 이스마일리아 주, 북쪽에 있는 포트 사이드 주이다.
고전 시대에 이 지역은 아라비아 페트라에아(Arabia Petraea)로 알려졌다. 반도는 성 캐서린 수도원 근처의 산이 성서에 나오는 시내산이라는 가정으로 인해 현대에 시내산이라는 이름을 얻었다. 시내산은 아브라함 신앙에서 종교적으로 가장 중요한 장소 중 하나이다.
시나이반도는 고대 이집트 제1왕조(기원전 3100년경)부터 이집트의 일부였다. 이는 북쪽 지역인 레반트(현재 시리아, 레바논, 요르단, 이스라엘, 팔레스타인의 영토)와는 극명한 대조를 이룬다. 레반트는 전략적 지정학적 위치와 문화적 융합으로 인해 역사적으로 중심지였다. 이집트와 메소포타미아 및 소아시아의 여러 국가 사이의 갈등. 외국 점령 기간 동안 시나이반도는 이집트의 나머지 지역과 마찬가지로 외국 제국, 즉 최근 역사에서는 오스만 제국(1517~1867)과 영국(1882~1956)에 의해 점령되고 통제되었다. 이스라엘은 1956년 수에즈 위기(이집트에서는 영국, 프랑스, 이스라엘의 동시 공격으로 인해 삼국 침략으로 알려짐)와 1967년 6일 전쟁 중에 시나이반도를 침공하고 점령해서 이스라엘 영토에 편입되었다. 1973년 10월 6일, 이집트는 시나이반도를 수복하기 위해 욤 키푸르 전쟁을 시작했으나 실패했다. 1982년, 1979년 이집트-이스라엘 평화 조약의 결과로 이스라엘은 분쟁 지역인 타바를 제외한 시나이반도 전체에서 철수했으며, 타바는 1989년 중재 위원회의 판결 이후 반환되었다.
오늘날 시내산은 자연 환경, 풍부한 산호초, 성서적 역사로 인해 관광지가 되었다.

## 지리
서쪽은 수에즈만, 동쪽은 아카바만이 경계다.
시나이반도는 삼각형 모양으로 북쪽 해안은 지중해 남부에 접해 있고 남서쪽과 남동쪽 해안은 수에즈 만과 홍해의 아카바 만에 접해 있다. 수에즈 운하를 포함하고 있으며 폭이 125km(78마일)에 달하는 수에즈 지협을 통해 아프리카 대륙과 연결되어 있다. 아시아 본토와 연결되는 동쪽 지협의 폭은 약 200km이다. 반도의 동쪽 해안은 아라비아판과 아프리카판을 분리한다.
최남단은 라스 무하마드 국립공원(Ras Muhammad National Park)이다.
시나이반도의 대부분은 이집트의 두 행정구역, 즉 남부 시나이(가눕 시나)와 북부 시나이(샤말 시나)로 나누어져 있다. 이들 지역의 면적은 약 60,000평방킬로미터(23,000평방마일)이고 인구는 597,000명(2013년 1월 기준)이다. 수에즈 운하를 따라 아프리카 이집트로 건너가는 세 개의 행정 구역이 더 있다. 수에즈(el-Sewais)는 수에즈 운하의 남쪽 끝에 있고, 이스마일리아(el-Isma'ileyyah)는 중앙에, 포트 사이드는 북쪽에 있다.
시나이반도에서 가장 큰 도시는 북시나이반도의 수도인 아리쉬(Arish)로 인구는 약 16만명이다. 다른 대규모 정착지로는 남부 해안의 샤름 엘 셰이크(Sharm el-Sheikh)와 엘 토르(El-Tor)가 있다. 내륙 시나이는 건조하고(사실상 사막) 산이 많고 인구가 희박하며 가장 큰 정착지는 세인트 캐서린과 네켈이다.

## 지도
| 가잔 열도갠지스강고다바리강고비 사막나일강류큐 열도남중국해노르웨이해뉴기니섬네푸드 사막다싱안링산맥다뉴브강동시베리아해동중국해동해둥베이 · 평원랍테프해룹알할리 사막레나강마다가스카르섬마리아나 제도마르마라해말레이반도메콩강몰디브 제도몽골고원바렌츠해바이칼호바탄 제도발리섬발트해발하시호백해베링해벵골만보르네오섬북극해북해볼가강북드비나강브라마푸트라강사할린섬샤오싱안링산맥세이셸 군도소코트라섬수마트라섬술라웨시섬스리랑카섬스칸디나비아반도스타노보이산맥스프래틀리 군도시나이반도새머리싱가포르섬아나톨리아아덴만아라비아반도아라비아해아라푸라해아랄해아무르강아조프해아프리카의 뿔안다만 제도알타이산맥알류샨 열도에게해예니세이강오가사와라 제도오만만오비강오스트레일리아오호츠크해우랄강우랄산맥유프라테스강이란고원인더스강인도 아대륙인디기르카강인도양 (북부)인도차이나반도일본 열도자와섬주강장강치롄산맥카라해카라코람카스피해캄차카반도캅카스산맥캐롤라인 · 제도콜리마강쿠릴 열도쿤룬산맥크리스마스섬타이만대만타클라마칸 사막북태평양톈산산맥통킹만티그리스강티모르섬티베트고원파라셀 제도파미르페르시아만페초라강프라타스섬필리핀 제도필리핀해하이난한반도항가이산맥호르무즈홋카이도홍해화베이 · 평원황하황해흑해히말라야산맥힌두스탄 · 평원힌두쿠시class=notpageimage\| 아시아의 주요 지리 |

## 경제
이스라엘-이집트 평화 조약 이후 시나이의 명승지(해안 산호초 포함)와 종교 구조물은 관광 산업에 중요해졌다. 시나이에서 가장 인기 있는 관광지는 시나이산(자발 무사)과 세계에서 가장 오래된 기독교 수도원으로 여겨지는 성 캐서린 수도원, 그리고 샤름 엘 셰이크, 다합, 누웨이바, 타바의 해변 휴양지이다. 대부분의 관광객은 이스라엘의 에일랏과 타바 국경을 통과하거나 카이로에서 육로로 또는 요르단의 아카바에서 페리를 타고 샤름 엘 셰이크 국제공항에 도착한다.
선인장, 특히 선인장 배는 시나이 지역에서 재배된다. 그들은 콜롬비아 거래소의 작물이다. 의도적으로 심은 선인장 울타리와 야생 정원 탈출구 모두 제1차 세계 대전의 시나이와 팔레스타인 캠페인 동안 방어 위치의 중요한 부분을 형성했다. 일부 익숙하지 않은 군인들은 이를 먹으려고 시도했지만 부정적인 결과를 얻었다.
여기서는 단봉낙타 목축이 중요하다. 트리파노소마 에반시(Trypanosoma evansi)는 지속적인 우려 사항이며 여러 매개체를 통해 전염된다.

## 같이 보기
- 2014년 타바 버스 폭탄 테러